# Sövdeborgssjön
Sövdeborgssjön är en sjö vid Sövdeborgs slott i Sjöbo kommun i Skåne och ingår i Kävlingeåns huvudavrinningsområde. Sjön är 3,5 meter djup, har en yta på 0,102 kvadratkilometer och befinner sig 36,2 meter över havet.

## Delavrinningsområde
Sövdeborgssjön ingår i det delavrinningsområde (616068-136348) som SMHI kallar för Utloppet av Sövdesjön. Medelhöjden är 66 meter över havet och ytan är 40,3 kvadratkilometer. Räknas de 4 avrinningsområdena uppströms in blir den ackumulerade arean 96,07 kvadratkilometer. Klingavälsån som avvattnar avrinningsområdet har biflödesordning 2, vilket innebär att vattnet flödar genom totalt 2 vattendrag innan det når havet efter 67 kilometer. Avrinningsområdet består mestadels av skog (26 %) och jordbruk (50 %). Avrinningsområdet har 2,8 kvadratkilometer vattenytor vilket ger det en sjöprocent på 6,9 %. Bebyggelsen i området täcker en yta av 0,44 kvadratkilometer eller 1 % av avrinningsområdet.